# Grèce aux Jeux olympiques d'été de 2020
La Grèce participe aux Jeux olympiques de 2020 à Tokyo au Japon. Il s'agit de sa 29e participation à des Jeux d'été. Initialement prévus du 24 juillet au 9 août 2020, les Jeux ont été reportés du 23 juillet au 8 août 2021, en raison de la pandémie de Covid-19.
Le Comité international olympique autorise à partir de ces Jeux à ce que les délégations présentent deux porte-drapeaux, une femme et un homme, pour la cérémonie d'ouverture. Le gymnaste Elefthérios Petroúnias et la tireuse sportive Ánna Korakáki sont nommés par le Comité olympique hellénique le 30 juin 2021.

## Médaillés
| Sport      | Discipline                | Athlète(s)         | Performance   | Date       |
| ---------- | ------------------------- | ------------------ | ------------- | ---------- |
| Athlétisme | Saut en longueur masculin | Miltiádis Tedóglou | 8,41 m        | 2 août     |
| Aviron     | Skiff masculin            | Stéfanos Doúskos   | 6 min 59 s 49 | 30 juillet |

| Sport      | Discipline       | Athlète(s) | Performance          | Date   |
| ---------- | ---------------- | --- | -------------------- | ------ |
| Water-polo | Tournoi masculin | Stylianós Argyrópoulos (en) Geórgios Dervísis (en) Ioánnis Fountoúlis (en) Konstantínos Galanídis (en) Konstantínos Genidoúnias (en) Konstantínos Gkiouvétsis (en) Mários Kapótsis (en) Christódoulos Kolómvos Konstantínos Mouríkis (en) Aléxandros Papanastasíou (en) Dimítrios Skoubákis (en) Ángelos Vlachópoulos (en) Emmanouíl Zerdevás (en) | Serbie Défaite 10-13 | 8 août |

| Sport                  | Discipline | Athlète(s)             | Performance   | Date   |
| ---------------------- | ---------- | ---------------------- | ------------- | ------ |
| Gymnastique artistique | Anneaux    | Elefthérios Petroúnias | 15,200 points | 2 août |

| Sport       |   |   |   | Total |
| ----------- | - | - | - | ----- |
| Aviron      | 1 | 0 | 0 | 1     |
| Athlétisme  | 1 | 0 | 0 | 1     |
| Gymnastique | 0 | 0 | 1 | 1     |
| Water-polo  | 0 | 1 | 0 | 1     |
| Total       | 2 | 1 | 1 | 4     |

| Jour       |   |   |   | Total |
| ---------- | - | - | - | ----- |
| 30 juillet | 1 | 0 | 0 | 1     |
| 2 août     | 1 | 0 | 1 | 2     |
| 8 août     | 0 | 1 | 0 | 1     |
| Total      | 2 | 1 | 1 | 4     |

| Sexe   |   |   |   | Total |
| ------ | - | - | - | ----- |
| Hommes | 2 | 1 | 1 | 4     |
| Total  | 2 | 1 | 1 | 4     |

## Athlètes engagés
Voici la liste des qualifiés et sélectionnés grecs par sport (remplaçants compris) : 
| Sport                 | Hommes | Femmes | Total |
| --------------------- | ------ | ------ | ----- |
| Athlétisme            | 8      | 12     | 20    |
| Aviron                | 1      | 3      | 4     |
| Cyclisme              | 3      | 0      | 3     |
| Escrime               | 0      | 1      | 1     |
| Gymnastique           | 1      | 0      | 1     |
| Haltérophilie         | 1      | 0      | 1     |
| Judo                  | 1      | 1      | 2     |
| Lutte                 | 1      | 1      | 2     |
| Natation              | 10     | 2      | 12    |
| Natation synchronisée | 0      | 9      | 9     |
| Taekwondo             | 0      | 1      | 1     |
| Tennis                | 1      | 1      | 2     |
| Tennis de table       | 1      | 0      | 1     |
| Tir                   | 1      | 1      | 2     |
| Tir à l'arc           | 0      | 1      | 1     |
| Voile                 | 4      | 4      | 8     |
| Water-polo            | 13     | 0      | 13    |
| Total                 | 46     | 37     | 83    |

## Résultats

### Athlétisme
| Athlète                       | Épreuve              | 1er tour    | 1er tour    | Demi-finale | Demi-finale | Finale          | Finale   |
| Athlète                       | Épreuve              | Temps       | Rang        | Temps       | Rang        | Temps           | Rang     |
| ----------------------------- | -------------------- | ----------- | ----------- | ----------- | ----------- | --------------- | -------- |
| Konstadínos Douvalídis        | 110 m haies          | 13 s 63     | 27e         | Éliminé     | Éliminé     | Éliminé         | Éliminé  |
| Aléxandros Papamihaíl         | 50 km marche         | Non disputé | Non disputé | Non disputé | Non disputé | 4 h 12 min 49 s | 36e      |
| Rafaéla Spanoudáki-Chatziríga | 100 m féminin        | 11 s 45     | 35e         | Éliminée    | Éliminée    | Éliminée        | Éliminée |
| Rafaéla Spanoudáki-Chatziríga | 200 m féminin        | 23 s 16     | 22e         | 23 s 38     | 23e         | Éliminée        | Éliminée |
| Irini Vasiliou                | 400 m féminin        | 53 s 16     | 35e         | Éliminée    | Éliminée    | Éliminée        | Éliminée |
| Elisávet Pesirídou            | 100 m haies          | Abandon     | Abandon     | Éliminée    | Éliminée    | Éliminée        | Éliminée |
| Antigoni Drisbioti            | 20 km marche féminin | Non disputé | Non disputé | Non disputé | Non disputé | 1 h 31 min 24 s | 8e       |
| Kiriaki Filtisakou            | 20 km marche féminin | Non disputé | Non disputé | Non disputé | Non disputé | 1 h 36 min 51 s | 29e      |
| Panagiota Tsinopoulou         | 20 km marche féminin | Non disputé | Non disputé | Non disputé | Non disputé | 1 h 47 min 19 s | 53e      |

| Athlète                  | Épreuve                    | Qualification | Qualification | Finale      | Finale                         |
| Athlète                  | Épreuve                    | Performance   | Rang          | Performance | Rang                           |
| ------------------------ | -------------------------- | ------------- | ------------- | ----------- | ------------------------------ |
| Konstadínos Filippídis   | Saut à la perche masculin  | 5,50 m        | 22e           | Éliminé     | Éliminé                        |
| Emmanouíl Karalís        | Saut à la perche masculin  | 5,75 m        | 8e            | 5,80 m      | 4e                             |
| Miltiádis Tedóglou       | Saut en longueur masculin  | 8,22 m        | 2e            | 8,41 m      | Médaille d'or, Jeux olympiques |
| Dimítrios Tsiámis        | Triple saut masculin       | NM            | -             | Éliminé     | Éliminé                        |
| Mihaíl Anastasákis       | Lancer du marteau masculin | 73,52 m       | 22e           | Éliminé     | Éliminé                        |
| Chrístos Frantzeskákis   | Lancer du marteau masculin | 72,19 m       | 25e           | Éliminé     | Éliminé                        |
| Eleni-Klaoudia Polak     | Saut à la perche féminin   | 4,40 m        | 19e           | Éliminée    | Éliminée                       |
| Ekateríni Stefanídi      | Saut à la perche féminin   | 4,55 m        | 8e            | 4,80 m      | 4e                             |
| Nikoléta Kiriakopoúlou   | Saut à la perche féminin   | 4,55 m        | 1re           | 4,55 m      | 8e                             |
| Paraskeví Papahrístou    | Triple saut féminin        | 12,23 m       | 32e           | Éliminée    | Éliminée                       |
| Hrisoúla Anagnostopoúlou | Lancer du disque féminin   | 59,18 m       | 19e           | Éliminée    | Éliminée                       |
| Stamatia Scarvelis       | Lancer du marteau féminin  | 59,01 m       | 18e           | Éliminée    | Éliminée                       |

### Aviron
| Athlète                          | Compétition               | Série         | Série | Repêchages    | Repêchages    | Quarts de finale | Quarts de finale | Demi-finale                   | Demi-finale | Finale                 | Finale                         |
| Athlète                          | Compétition               | Temps         | Rang  | Temps         | Rang          | Temps            | Rang             | Temps                         | Rang        | Temps                  | Rang                           |
| -------------------------------- | ------------------------- | ------------- | ----- | ------------- | ------------- | ---------------- | ---------------- | ----------------------------- | ----------- | ---------------------- | ------------------------------ |
| Stéfanos Doúskos                 | Skiff masculin            | 6 min 59 s 49 | 1er   | Non concerné  | Non concerné  | 7 min 12 s 77    | 2e               | Demi-finale A/B 6 min 41 s 61 | 1er         | Finale A 6 min 40 s 45 | Médaille d'or, Jeux olympiques |
| Anneta Kyridou                   | Skiff féminin             | 7 min 54 s 28 | 3e    | Non concernée | Non concernée | 8 min 2 s 19     | 3e               | Demi-finale A/B 7 min 40 s 81 | 6e          | Finale B 7 min 36 s 79 | 10e                            |
| Christina Bourmpou María Kyrídou | Deux sans barreur féminin | 7 min 33 s 94 | 5e    | 7 min 28 s 0  | 1re           | Non disputé      | Non disputé      | Demi-finale A/B 6 min 48 s 70 | 1re         | Finale A 6 min 57 s 11 | 5e                             |

### Cyclisme

#### Sur piste
| Athlète            | Compétition | Scratch | Scratch | Course tempo | Course tempo | Élimination | Élimination | Course aux points | Course aux points | Total   | Rang    |
| Athlète            | Compétition | Rang    | Points  | Rang         | Points       | Rang        | Points      | Rang              | Points            | Total   | Rang    |
| ------------------ | ----------- | ------- | ------- | ------------ | ------------ | ----------- | ----------- | ----------------- | ----------------- | ------- | ------- |
| Chrístos Volikákis | Hommes      | 17e     | 8       | 17e          | 8            | 14e         | 14          | ab.               | -20               | Abandon | Abandon |

#### Sur route
| Athlète                | Compétition | Temps           | Rang |
| ---------------------- | ----------- | --------------- | ---- |
| Polychrónis Tzortzákis | Hommes      | 6 h 16 min 53 s | 63e  |

#### VTT
| Athlète        | Compétition | Temps             | Rang |
| -------------- | ----------- | ----------------- | ---- |
| Periklís Ilías | Hommes      | A concédé 3 tours | 35e  |

### Escrime
| Athlète             | Compétition      | 1/32e de finale  | 1/16e de finale    | 1/8e de finale   | Quarts de finale | Demi-finale Classement 5-8 | Finale 3e place Classement 5e, 7e places | Rang     |
| Athlète             | Compétition      | Adversaire Score | Adversaire Score   | Adversaire Score | Adversaire Score | Adversaire Score           | Adversaire Score                         | Rang     |
| ------------------- | ---------------- | ---------------- | ------------------ | ---------------- | ---------------- | -------------------------- | ---------------------------------------- | -------- |
| Theodóra Gkountoúra | Sabre individuel | Exemptée         | Emura Défaite 8-15 | Éliminée         | Éliminée         | Éliminée                   | Éliminée                                 | Éliminée |

### Gymnastique artistique
| Athlète                | Compétition | Qualifications | Qualifications | Qualifications | Qualifications | Qualifications    | Qualifications | Qualifications | Qualifications | Finale   | Finale         | Finale   | Finale   | Finale            | Finale     | Finale | Finale                              |
| Athlète                | Compétition | Appareil       | Appareil       | Appareil       | Appareil       | Appareil          | Appareil       | Total          | Rang           | Appareil | Appareil       | Appareil | Appareil | Appareil          | Appareil   | Total  | Rang                                |
| Athlète                | Compétition | Sol            | Cheval d'arçon | Anneaux        | Saut           | Barres parallèles | Barre fixe     | Total          | Rang           | Sol      | Cheval d'arçon | Anneaux  | Saut     | Barres parallèles | Barre fixe | Total  | Rang                                |
| ---------------------- | ----------- | -------------- | -------------- | -------------- | -------------- | ----------------- | -------------- | -------------- | -------------- | -------- | -------------- | -------- | -------- | ----------------- | ---------- | ------ | ----------------------------------- |
| Elefthérios Petroúnias | Anneaux     | -              | -              | 15,333         | -              | -                 | -              | 15,333         | 1re            | -        | -              | 15,200   | -        | -                 | -          | 15,200 | Médaille de bronze, Jeux olympiques |

### Haltérophilie
| Athlète             | Compétition           | Arraché  | Arraché | Épaulé-jeté | Épaulé-jeté | Total  | Rang |
| Athlète             | Compétition           | Résultat | Rang    | Résultat    | Rang        | Total  | Rang |
| ------------------- | --------------------- | -------- | ------- | ----------- | ----------- | ------ | ---- |
| Theodoros Iakovidis | Moins de 96 kg hommes | 156 kg   | 10e     | 182 kg      | 11e         | 338 kg | 11e  |

### Judo
| Athlète             | Compétition           | 1er tour                     | 2e tour              | Quart de finale         | Demi-finale         | Repêchage                 | Finale / MB         | Rang    |
| Athlète             | Compétition           | Adversaire Résultat          | Adversaire Résultat  | Adversaire Résultat     | Adversaire Résultat | Adversaire Résultat       | Adversaire Résultat | Rang    |
| ------------------- | --------------------- | ---------------------------- | -------------------- | ----------------------- | ------------------- | ------------------------- | ------------------- | ------- |
| Alexios Ntanatsidis | Moins de 81 kg hommes | Valois-Fortier Défaite 00-10 | Éliminé              | Éliminé                 | Éliminé             | Éliminé                   | Éliminé             | Éliminé |
| Elisavet Teltsidou  | Moins de 70 kg femmes | Sun Victoire 01-00           | Pinot Victoire 10-00 | Taimazova Défaite 00-01 | Non qualifié        | Scoccimarro Défaite 00-10 | Éliminée            | 7e      |

### Lutte
| Athlète           | Compétition  | Huitièmes de finale   | Quarts de finale    | Demi-finale         | Repêchage           | Finale 3e place Classement | Rang |
| Athlète           | Compétition  | Adversaire Résultat   | Adversaire Résultat | Adversaire Résultat | Adversaire Résultat | Adversaire Résultat        | Rang |
| ----------------- | ------------ | --------------------- | ------------------- | ------------------- | ------------------- | -------------------------- | ---- |
| Georgios Pilidis  | 65 kg hommes | Gadżijew Défaite 0-11 | Éliminé             | Éliminé             | Éliminé             | Éliminé                    | 15e  |
| María Prevolaráki | 53 kg femmes | Valverde Défaite 4-11 | Éliminée            | Éliminée            | Éliminée            | Éliminée                   | 11e  |

### Natation
| Athlète | Épreuve                       | Série            | Série       | Demi-finale | Demi-finale | Finale            | Finale   |
| Athlète | Épreuve                       | Temps            | Rang        | Temps       | Rang        | Temps             | Rang     |
| --- | ----------------------------- | ---------------- | ----------- | ----------- | ----------- | ----------------- | -------- |
| Kristián Goloméev                                                                                               | 50 m nage libre masculin      | 21 s 66          | 3e          | 21 s 60     | 3e          | 21 s 72           | 5e       |
| Apóstolos Chrístou                                                                                              | 100 m nage libre masculin     | 48 s 50          | 18e         | Éliminé     | Éliminé     | Éliminé           | Éliminé  |
| Apóstolos Chrístou                                                                                              | 100 m dos masculin            | 53 s 77          | 15e         | 53 s 41     | 11e         | Éliminé           | Éliminé  |
| Dimitrios Markos                                                                                                | 200 m nage libre masculin     | 1 min 49 s 16    | 31e         | Éliminé     | Éliminé     | Éliminé           | Éliminé  |
| Dimitrios Markos                                                                                                | 800 m nage libre masculin     | 7 min 58 s 68    | 26e         | Non disputé | Non disputé | Éliminé           | Éliminé  |
| Konstantinos Englezakis                                                                                         | 800 m nage libre masculin     | Forfait          | Forfait     | Non disputé | Non disputé | Éliminé           | Éliminé  |
| Andréas Vazaíos                                                                                                 | 200 m 4 nages masculin        | 1 min 58 s 84    | 28e         | Éliminé     | Éliminé     | Éliminé           | Éliminé  |
| Apóstolos Papastámos                                                                                            | 200 m 4 nages masculin        | 2 min 0 s 38     | 35e         | Éliminé     | Éliminé     | Éliminé           | Éliminé  |
| Apóstolos Papastámos                                                                                            | 400 m 4 nages masculin        | 4 min 12 s 50    | 14e         | Non disputé | Non disputé | Éliminé           | Éliminé  |
| Apóstolos Chrístou (nageur)\|Apóstolos Chrístou Kristian Gkolomeev Odysseas Meladinis Andréas Vazaíos           | 4 × 100 m nage libre masculin | 3 min 15 s 29    | 15e         | Non disputé | Non disputé | Éliminés          | Éliminés |
| Apóstolos Chrístou (nageur)\|Apóstolos Chrístou Evangelos Makrygiannis Konstantinos Meretsolias Andréas Vazaíos | 4 × 100 m 4 nages masculin    | 3 min 36 s 28    | 14e         | Non disputé | Non disputé | Éliminés          | Éliminés |
| Athanasios Kynigakis                                                                                            | 10 km en eau libre masculin   | Non disputé      | Non disputé | Non disputé | Non disputé | 1 h 46 min 29 s 2 | 5e       |
| Ánna Dountounáki                                                                                                | 100 m papillon féminin        | 57 s 75          | 13e         | 57 s 25 NR  | 9e          | Éliminée          | Éliminée |
| Apóstolos Chrístou (nageur)\|Apóstolos Chrístou Theodóra Drákou Konstantinos Meretsolias Ánna Dountounáki       | 4 × 100 m 4 nages mixte       | 3 min 44 s 77 NR | 11e         | Non disputé | Non disputé | Éliminés          | Éliminés |

### Natation synchronisée
| Athlètes | Compétition | Qualifications      | Qualifications  | Qualifications | Qualifications | Finale          | Finale                    | Finale          |
| Athlètes | Compétition | Programme technique | Programme libre | Total          | Rang           | Programme libre | Programme libre           | Programme libre |
| Athlètes | Compétition | Points              | Points          | Total          | Rang           | Points          | Total (technique + libre) | Rang            |
| --- | ----------- | ------------------- | --------------- | -------------- | -------------- | --------------- | ------------------------- | --------------- |
| Evangelía Platanióti Evangelía Papázoglou | Duo         | Forfait*            | 88,1667         | Forfait*       | Forfait*       | Forfait*        | Forfait*                  | Forfait*        |
| Maria Alzigkouzi Kominea Eleni Fragkaki Krystalenia Gialama Pinelopi Karamesiou Andriana Misikevych Evangelía Platanióti Evangelía Papázoglou Georgia Vasilopoulou | Ballet      | Forfait*            | Non disputé     | Non disputé    | Forfait*       | Forfait*        | Forfait*                  | Forfait*        |

- L'équipe grecque de natation synchronisée a été contrainte de déclarer forfait en raison de plusieurs cas de Covid-19.

### Taekwondo
| Athlète    | Compétition           | Huitièmes de finale | Quarts de finale    | Demi-finale         | Repêchage               | Finale / MB         | Rang     |
| Athlète    | Compétition           | Adversaire Résultat | Adversaire Résultat | Adversaire Résultat | Adversaire Résultat     | Adversaire Résultat | Rang     |
| ---------- | --------------------- | ------------------- | ------------------- | ------------------- | ----------------------- | ------------------- | -------- |
| Fani Tzeli | Moins de 57 kg femmes | Minina Défaite 7-15 | Non qualifiée       | Non qualifiée       | Ben Yessouf Défaite 0-2 | Éliminée            | Éliminée |

### Tennis
| Athlète                          | Épreuve          | 1/32e de finale                      | 1/16e de finale              | 1/8e de finale                                | Quarts de finale                     | Demi-finale         | Finale / MB         | Rang     |
| Athlète                          | Épreuve          | Adversaire Résultat                  | Adversaire Résultat          | Adversaire Résultat                           | Adversaire Résultat                  | Adversaire Résultat | Adversaire Résultat | Rang     |
| -------------------------------- | ---------------- | ------------------------------------ | ---------------------------- | --------------------------------------------- | ------------------------------------ | ------------------- | ------------------- | -------- |
| Stéfanos Tsitsipás               | Simple messieurs | Kohlschreiber Victoire 6+3, 3-6, 6-3 | Tiafoe Victoire 6-3, 6-4     | Humbert Défaite 6-2, 6-74, 2-6                | Éliminé                              | Éliminé             | Éliminé             | Éliminé  |
| María Sákkari                    | Simple dames     | Kontaveit Victoire 7-5, 6-2          | Stojanović Victoire 6-1, 6-2 | Svitolina Défaite 7-5, 3-6, 4-6               | Éliminée                             | Éliminée            | Éliminée            | Éliminée |
| Stéfanos Tsitsipás María Sákkari | Double mixte     | Non disputé                          | Non disputé                  | Dabrowski / Auger-Aliassime Victoire 6-3, 6-4 | Barty / Peers Défaite 4-6, 6-4, 6-10 | Éliminés            | Éliminés            | Éliminés |

### Tennis de table
| Athlète(s)         | Compétition      | Tour préliminaire | 1er tour          | 2e tour            | 3e tour            | 4e tour          | Quarts de finale | Demi-finale      | Finale / MB      | Rang    |
| Athlète(s)         | Compétition      | Adversaire Score  | Adversaire Score  | Adversaire Score   | Adversaire Score   | Adversaire Score | Adversaire Score | Adversaire Score | Adversaire Score | Rang    |
| ------------------ | ---------------- | ----------------- | ----------------- | ------------------ | ------------------ | ---------------- | ---------------- | ---------------- | ---------------- | ------- |
| Panayiótis Ghiónis | Simple messieurs | Exempté           | Peto Victoire 4-0 | Salah Victoire 4-1 | Jeoung Défaite 3-4 | Éliminé          | Éliminé          | Éliminé          | Éliminé          | Éliminé |

### Tir
| Athlète              | Compétition | Qualification | Qualification | Finale  | Finale  |
| Athlète              | Compétition | Points        | Rang          | Points  | Rang    |
| -------------------- | ----------- | ------------- | ------------- | ------- | ------- |
| Nikolaos Mavrommatis | Skeet,      | 119           | 20e           | Éliminé | Éliminé |

| Athlète       | Compétition                   | Qualification | Qualification | Finale | Finale |
| Athlète       | Compétition                   | Points        | Rang          | Points | Rang   |
| ------------- | ----------------------------- | ------------- | ------------- | ------ | ------ |
| Ánna Korakáki | Pistolet à air comprimé 10 m, | 585           | 2e            | 157,4  | 6e     |
| Ánna Korakáki | Pistolet à 25 m,              | 584           | 6e            | 18     | 6e     |

### Tir à l'arc
| Athlète          | Compétition        | Tour préliminaire | Tour préliminaire | 1er tour         | 2e tour          | 3e tour          | Quarts de finale | Demi-finale      | Finale / 3e place | Rang     |
| Athlète          | Compétition        | Score             | Rang              | Adversaire Score | Adversaire Score | Adversaire Score | Adversaire Score | Adversaire Score | Adversaire Score  | Rang     |
| ---------------- | ------------------ | ----------------- | ----------------- | ---------------- | ---------------- | ---------------- | ---------------- | ---------------- | ----------------- | -------- |
| Evangelía Psárra | Individuel femmes, | 630               | 44e               | Lin Défaite 4-6  | Éliminée         | Éliminée         | Éliminée         | Éliminée         | Éliminée          | Éliminée |

### Voile
| Athlète                                  | Compétition         | Régate | Régate | Régate | Régate | Régate | Régate | Régate | Régate | Régate | Régate | Régate      | Régate      | Régate | Total net | Rang final |
| Athlète                                  | Compétition         | 1      | 2      | 3      | 4      | 5      | 6      | 7      | 8      | 9      | 10     | 11          | 12          | CM     | Total net | Rang final |
| ---------------------------------------- | ------------------- | ------ | ------ | ------ | ------ | ------ | ------ | ------ | ------ | ------ | ------ | ----------- | ----------- | ------ | --------- | ---------- |
| Pávlos Kayialís Panayiótis Mántis        | 470 hommes          | 5      | 6      | 3      | Dsq    | 15     | 12     | 8      | 7      | 4      | 6      | Non disputé | Non disputé | 9      | 84        | 8e         |
| Ioánnis Mitákis                          | Finn hommes         | 4      | 13     | 13     | 6      | 11     | 10     | 11     | 8      | 16     | 18     | Non disputé | Non disputé | EL     | 92        | 12e        |
| Byron Kokkalanis                         | RS:X hommes         | 8      | 17     | 10     | 5      | ab.    | 8      | 18     | 19     | 6      | 7      | 8           | 4           | EL     | 110       | 11e        |
| Ariadne-Paraskevi Spanaki Emilía Tsoúlfa | 470 femmes          | 14     | 8      | Dsq    | 17     | 18     | 13     | 2      | 12     | Dsq    | 9      | Non disputé | Non disputé | EL     | 114       | 15e        |
| Vasileia Karachaliou                     | Laser Radial femmes | 2      | 19     | 6      | 1      | 21     | 21     | 9      | 26     | 19     | 8      | Non disputé | Non disputé | 6      | 112       | 9e         |
| Aikaterini Divari                        | RS:X femmes         | 19     | 19     | 19     | 20     | 20     | 23     | 15     | 18     | 13     | 19     | 19          | 23          | EL     | 204       | 19e        |

### Water-polo
| Compétition      | Phase de groupe       | Phase de groupe  | Phase de groupe     | Phase de groupe              | Phase de groupe          | Phase de groupe | Quart de finale          | Demi-finale          | Finale / 3e place    | Finale / 3e place                  |
| Compétition      | Adversaire Score      | Adversaire Score | Adversaire Score    | Adversaire Score             | Adversaire Score         | Rang            | Adversaire Score         | Adversaire Score     | Adversaire Score     | Rang                               |
| ---------------- | --------------------- | ---------------- | ------------------- | ---------------------------- | ------------------------ | --------------- | ------------------------ | -------------------- | -------------------- | ---------------------------------- |
| Tournoi masculin | Hongrie Victoire 10-9 | Italie Nul 6-6   | Japon Victoire 10-9 | Afrique du Sud Victoire 28-5 | États-Unis Victoire 14-5 | 1er             | Monténégro Victoire 10-4 | Hongrie Victoire 9-6 | Serbie Défaite 10-13 | Médaille d'argent, Jeux olympiques |